# Ian Wright (animateur de télévision)
Pour les articles homonymes, voir Wright et Ian Wright (homonymie).
Ian Douglas Wright (né le 17 mai 1965 à Suffolk, au Royaume-Uni) est un animateur de télévision et comédien britannique.
Il est l'un des principaux présentateurs de la série documentaire britannique Planète insolite.

## Biographie
Avant d'apparaître à la télévision, il dirigeait un centre communautaire avec sa femme.
Il passe trois mois au Guyana, dans le cadre de l'opération Raleigh, une opération organisée par The Prince’s Trust, à voyager sur des fleuves inexplorés sur un radeau en bambou qu'il a construit lui-même.
Il voyage également en Égypte, en Inde, au Venezuela, au Liban et en Roumanie.
En dehors des voyages, son autre passe-temps est la peinture,. Il a ainsi présenté une exposition de son travail au Chats Palace, Homerton, Londres.
Il joue également un rôle actif dans plusieurs programmes parascolaires pour les enfants.
Il vit actuellement à Londres avec sa femme et sa famille,.
Il aime jouer au football, manger au restaurant et se promener dans la campagne anglaise. Il est végétarien, bien qu'il casse parfois cela pour ses documentaires de voyage[réf. nécessaire].

## Carrière

### Planète insoliteet ses programmes dérivés
Voyageur international chevronné, il est peut-être le présentateur le plus connu de Planète insolite. Parfois considéré comme « déjanté », Il est connu pour ses plaisanteries pleines d'esprit, son accent cockney et ses interactions amusantes avec les habitants. Il transforme ainsi ses voyages en spectacle comique voir burlesque mais en n'éludant également jamais les problèmes des pays visités.
Pendant 16 ans, il anime 77 épisodes du programme, tels que l'Arctique canadien, le Kirghizistan et l'Ouzbékistan, la Russie, l'Arménie, le Népal et l'Outback australien. L'émission est diffusée dans 40 pays et suivie par 30 millions de téléspectateurs.
En tant que présentateur de cette émission, il remporte trois CableACE Awards du meilleur animateur de magazine.
En 2016, il reprend la route pour un épisode de l'émission Bateaux de l'extrême (Tough Boats), émission dérivée de Planète insolite, pour une émission dans la mer arctique de Norvège,.

### Autres activités
En 2004, il anime l'émission Ian Wright Live, un programme tourné en plateau et en public qui présentant divers sujets sur les voyages. Ian Wright y joue lui-même le rôle de l'animateur en introduisant et en commentant ses reportages.
En 2006, il anime l'émission VIP Weekends with Ian Wright sur la chaîne câblée Discovery Travel & Living,.
En 2008, il présente aux États-Unis l'émission America The Wright Way, diffusé sur la chaîne de télévision Travel Channel. Dans cette série, il se rend dans des villes américaines pour visiter des lieux intéressants et interagir avec les habitants[réf. nécessaire].
En 2010, il co-présente Melodi Grand Prix 2010 pour l'Union européenne de radiodiffusion, présentant en avant-première les chansons qui participeront au Concours Eurovision de la chanson 2010.
En 2013, il anime l'émission Invite Mr Wright pendant trois épisodes.
En 2016, il co-anime avec le chef hongkongais Christian Yang l'émission Taste of Hong Kong. La même année, il présente le documentaire publicitaire The lick-hiker's guide to inner strength dans lequel il va lécher les endroits les plus sales et dégoutants d'Europe dans le cadre de la promotion d'une produit vitaminé censé augmenter le système immunitaire,,.

## Filmographie
Sauf indication contraire, les informations mentionnées dans cette section peuvent être confirmées par la base de données cinématographiques IMDb,  présente dans la section « Liens externes ».

### Comme présentateur
- 1994-2010 : Planète insolite (Globe Trekker) (77 épisodes)
- 2004 : Ian Wright Live (13 épisodes)[5]
- 2008 : America The Wright Way (4 épisodes)
- 2010 : Melodi Grand Prix 2010
- 2013 : Invite Mr Wright (3 épisodes)
- 2016 : Bateaux de l'extrême (Tough Boats) (1 épisode)
- 2016 : Taste of Hong Kong[12]

### Comme invité
- 2008 : MythBusters (1 épisode)

## Distinctions

### Récompenses
- CableACE Awards 1995[16] :
  - Meilleur présentateur de magazine : pour l'épisode Lonely Planet : Maroc
- CableACE Awards 1996[17],[18] :
  - Meilleur présentateur de magazine : pour l'épisode Lonely Planet : Asie Centrale
- CableACE Awards 1997[19] :
  - Meilleur présentateur de magazine : pour l'épisode Lonely Planet : Éthiopie